# Монуний
Монуний II (на старогръцки: Μονούνιος, Monunios, Monunius) е илирийски цар в Дардания от 180 пр.н е.
През 175 пр.н.е. той води война против Бастарните. Малко по-късно той омъжва дъщеря си Етута (или Етлеуа) за илирийския цар Генций (180 – 168 пр.н.е.) и сключва с него и македонците съюз против Рим. Този съюз има загуба през 167 пр.н.е. От него са намерени монети от град Дирахион на Адрия.
Един владетел със същото име Монуний I е ок. 280 пр.н.е. цар на Дарданите.